# Jastrzębianka (dopływ Szotkówki)
Jastrzębianka – potok, lewostronny dopływ Sztokówki o długości 6,7 km. 
Potok płynie w Jastrzębiu-Zdróju, przez Jastrzębie Górne, Bogoczowiec i Moszczenicę.